# Список почётных членов Всемирной ассоциации эсперанто
Список почётных членов Всемирной эсперанто-ассоциации с указанием гражданства и года избрания.
- Доктор Андре Альбо, Франция
- Пьер Бабен, франция
- Ханс Баккер, Нидерланды, 2002
- Артур Баур, Швейцария[1]
- Белка Белева, Болгария, 1996
- Доктор Детлев Бланке, Германия, 2011
- Профессор Игнат Флориан Бочорт, Румыния
- Лючия Борчиц, Хорватия
- Доктор Вернер Борманн, Германия
- Доктор Иво Боровечки, Хорватия
- Доктор Марджори Баултон, Великобритания
- Доктор Дональд Бредрибб, Австралия
- Эдвин Бург, Нидерланды, 2003
- Ренато Корсетти, Италия, 2011
- Петрас Челаускас, Литовская Республика
- Дао Ань Ха, Вьетнам
- Тегучи Кётаро, Япония
- Роман Добржински, Польша, 2005
- Эндре Дудич, Венгрия, 2007
- Доктор Имре Ференци, Венгрия, 2003
- Кристофер Феттес, Ирландия, 2001
- Джанкарло Фигьера, Италия
- Доктор Лина Габриелли, Италия
- Клод Гакон, Швейцария, 2001
- Доктор Салах Ганем, Ливан, 2003
- Урсула Граттапалья, Бразилия, 2004
- Доктор Кэтлин Холл, Великобритания
- Хан Му Хёп, Республика Корея
- Уильям Хармон, США
- Рихард Хирш, Германия
- Ясуо Хори, Япония, 2012
- Мила ван дер Херст-Колинска, Нидерланды
- Доктор Йозеф Кавка, Чешская Республика, 2003
- Эдвин де Кок, США, 2000
- Борис Колкер, США, 2005
- Кониси Гаку, Япония, 2007
- Педро Ламас Диас, Куба, 1990
- Ли Шиюнь, КНР, 2004
- Телесфорас Лукашевичус, Литовская Республика, 2005
- Грегори Мартенс, Бельгия
- Элна Матланд, Норвегия, 1992
- Антанас Мекис, Литовская Республика, 2003
- Роб Мербеек, Нидерланды, 2011
- Дьёрдь Нанофски, Венгрия, 2012
- Профессор Эвальдо Паули, Бразилия
- Анджей Петын, Польша, 2005
- Бальдур Рагнарссон, Исландия
- Доктор Мохаммад Сахеб-Замани, Иран, 1983
- Владимир Самодай, Российская Федерация, 2005
- Сейко Ямасаки, Япония
- Доктор Магда Шатурова-Сеппова, Словацкая Республика
- Доктор Эббе Вильборг, Швеция
- Доктор Луи-Кристоф Залески-Заменгоф, Франция, 1987.